# Remo Freuler
Remo Marco Freuler (* 15. April 1992 in Ennenda) ist ein Schweizer Fussballspieler. Der Mittelfeldspieler steht seit 2022 in Diensten von Nottingham Forest in der englischen Premier League und ist Nationalspieler. Aktuell ist er an den italienischen Erstligisten FC Bologna ausgeliehen.

## Karriere

### Vereine

#### Anfänge in der Schweiz
Seine Juniorenzeit verbrachte Remo Freuler beim FC Hinwil und beim FC Winterthur. Im Juli 2010 wechselte er zum Grasshopper Club Zürich, wo er seine ersten Einsätze in der Super League hatte. Im Februar 2012 wurde er zurück an den FC Winterthur in die Challenge League ausgeliehen, im Sommer 2013 nach Ablauf der Leihe wechselte er definitiv dorthin.
Im Februar 2014 wechselte er zum FC Luzern in die Super League, wo er einen Vertrag bis Ende Juni 2017 unterschrieb. Er schaffte sofort den Sprung zum Stammspieler. Für den FC Luzern absolvierte in den zwei Jahren insgesamt 63 Meisterschaftsspiele und schoss dabei neun Tore.

#### Atalanta Bergamo

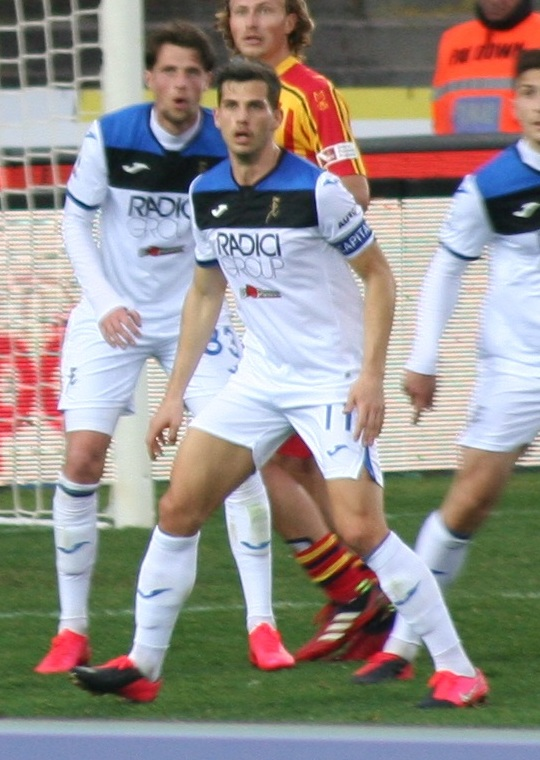
Freuler bei Atalanta Bergamo (2020)

Freuler wechselte im Januar 2016 nach Italien in die Serie A zu Atalanta Bergamo, wo er einen Vertrag bis Ende Juni 2019 unterschrieb. Er debütierte am 7. Februar 2016 beim Heimspiel gegen den FC Empoli. Am 2. Mai 2022 machte Freuler sein 200. Serie-A-Spiel für Atalanta Bergamo gegen die US Salernitana. In diesem Spiel trug er, wie bereits zuvor oft, die Captainbinde des italienischen Traditionsklubs. Zu den sportlichen Highlights gehörten die Teilnahmen an der Champions League 2019/20, 2020/21 und 2021/22. Bei den ersten beiden Teilnahmen erreichte Atalanta den Viertelfinal (2020) respektive den Achtelfinal (2021). In 21 Champions-League-Spielen erzielte Freuler zwei Tore für die Bergamasken. Neben den internationalen Erfolgen war Freuler mit der Dea auch zweimal Finalist in der Coppa Italia (2019 und 2021).

#### Nottingham Forest
Nach sechseinhalb erfolgreichen Jahren in Bergamo wechselte der 30-Jährige im August 2022 zum englischen Premier-League-Aufsteiger Nottingham Forest. Die Hinrunde der Saison 2022/23 bestritt der Schweizer als unumstrittener Stammspieler, verlor jedoch in der Rückrunde den Stammplatz und wurde kaum noch berücksichtigt. Zu Beginn der anschliessenden Spielzeit wurde er daher mit Kaufoption an den FC Bologna ausgeliehen.

### Nationalmannschaften
Freuler absolvierte insgesamt 27 Juniorenländerspiele von der U18 bis zur U21 für die Schweiz und schoss dabei fünf Tore.
Er debütierte am 25. März 2017 beim 1:0-Sieg im WM-Qualifikationsheimspiel zur Weltmeisterschaft 2018 gegen Lettland für die Schweizer Fussballnationalmannschaft.
Bei der Weltmeisterschaft 2018 in Russland gehörte er zum Aufgebot der Schweiz. Er kam zu keinem Einsatz und schied mit der Mannschaft im Achtelfinal aus. Für die Europameisterschaft 2021 wurde er in das Nati-Kader berufen und spielte in allen fünf Turnierpartien der Schweiz. Beim Ausscheiden im Viertelfinal gegen Spanien bekam er eine rote Karte. Auch für die Weltmeisterschaft 2022 wurde er nominiert und in allen drei Vorrundenspielen der WM eingesetzt. Im letzten Gruppenspiel gegen Serbien erzielte er sein erstes WM-Tor zum 3:2-Endstand. Die Schweiz zog als Gruppenzweiter in den Achtelfinal ein und wurde dort von Portugal mit 6:1 besiegt.
Bei der Europameisterschaft 2024 war Freuler ebenfalls in der Schweizer «Nati».
Er spielte am 29. Juni 2024 im EM-Achtelfinal Schweiz gegen Italien und schoss in der 37. Minute das 1:0. Das Spiel endete 2:0.

## Erfolge
FC Bologna
- Italienischer Pokalsieger: 2024/25